# 福笑い殺人事件
福笑い殺人事件（ふくわらいさつじんじけん）とは1955年（昭和30年）2月3日に東京都八王子市で発生した殺人事件である。「八王子マダム福笑い殺人事件」ともいう。
事件の名前は被害者に福笑いをやらせて目隠しをした状態で殺害したことによる。

## 事件の概要

### 招かれざる客
1955年の節分の日。東京・八王子市の八幡神社内にあった「八幡マーケット」の飲み屋で、41歳の女将が殺害された。布団をかぶってうつ伏せになって殺されているのを、高校生の娘が発見した。娘は母親が酔っ払って寝ているのだと思い、布団をめくると女将は血まみれの顔で、目隠しをされ、首には麻紐が巻きつけられて死んでいた。現場は荒らされ、ビールの空ビン、キャラメルの空箱、クシ、ミカンの皮などが散乱していた。
犯人の少年OとYのふたりは預金通帳と水牛の印鑑、銀行の出定期預金証書4通、財布から現金1、2万円を奪いタクシーで逃げ、口座から3万3千円を引き出したうえ、赤線で遊んでいた。警察はただちにOの行方を追ったが、Oは1月21日に駒込警察署管内で窃盗をはたらき、指名手配中だった。同年2月20日、共犯のY（当時21歳）を逮捕。26日にはOも逮捕された。

### 動機
少年OとYは多摩少年院の同期生で、出所後の1月20日、電車の中で偶然出会い、2人で山谷の簡易宿所に泊まっているうちに金がなくなり、以前出入りしていた「八幡マーケット」の飲み屋の女将が小金を持っていることに目をつけ、共謀しこの店を襲うことを計画した。2人は女将に福笑いをやらせ、目隠しをした状態で首を麻紐で締め、ビール瓶で殴り殺害した。

## 裁判
1959年6月16日、いずれも責任が重大として東京地裁八王子支部・滝沢裁判長は「被告等は何れも不遇な家庭に成長したもので、憐憫の情禁じ得ないものがあるが、その反社会的性格は矯正困難と思われ、その犯行は計画的で残虐を極めたもので、情状酌量の余地は全くない」と、未成年の被告Oに死刑を言い渡した。共犯のYは1957年死刑確定。